# Dave Pietro
Dave Pietro (Southborough, de Massachusetts) es un saxofonista y flautista estadounidense de jazz especializado en saxo alto; toca también los saxos tenor y melódico en Do. 

## Historial
Comenzó tocando en una de las big bands escolares del trompetista Clark Terry. Se licenció en música en la Universidad del Norte de Texas, donde fue un miembro destacado de la One O'Clock Lab Band, de la Escuela de Música de esa misma universidad. En 1994 comenzó a trabajar con la banda de Toshiko Akiyoshi, con la que permaneció casi cuatro años. En 1998 se incorporó a la banda de jazz rock Blood, Sweat & Tears, con la que realizó varias giras, pero dejó el grupo a finales de ese mismo año. Volvió de nuevo con Akiyoshi, hasta 2003. Después ha trabajado con sus propios grupos, haciendo incursiones en la música brasileña.